# Staničići Žumberački
 Staničići Žumberački  falu Horvátországban Zágráb megyében. Közigazgatásilag Krašićhoz tartozik.

## Fekvése
Zágrábtól 38 km-re délnyugatra, községközpontjától 10 km-re északra, a Zsumberki-hegységben fekszik.

## Története
A falunak 1857-ben 68, 1910-ben 138 lakosa volt. Trianon előtt Zágráb vármegye Jaskai járásához tartozott. 2011-ben 2 lakosa volt. 

## Lakosság
| Lakosság változása | Lakosság változása | Lakosság változása | Lakosság változása | Lakosság változása | Lakosság változása | Lakosság változása | Lakosság változása | Lakosság változása | Lakosság változása | Lakosság változása | Lakosság változása | Lakosság változása | Lakosság változása | Lakosság változása | Lakosság változása |
| ------------------ | ------------------ | ------------------ | ------------------ | ------------------ | ------------------ | ------------------ | ------------------ | ------------------ | ------------------ | ------------------ | ------------------ | ------------------ | ------------------ | ------------------ | ------------------ |
| 1857               | 1869               | 1880               | 1890               | 1900               | 1910               | 1921               | 1931               | 1948               | 1953               | 1961               | 1971               | 1981               | 1991               | 2001               | 2011               |
| 68                 | 0                  | 0                  | 0                  | 0                  | 138                | 136                | 137                | 97                 | 99                 | 99                 | 62                 | 43                 | 24                 | 13                 | 2                  |

## Külső hivatkozások
Krašić hivatalos oldala